# Liparis madrensis
Liparis madrensis là một loài thực vật có hoa trong họ Lan. Loài này được Soto Arenas, Salazar & R.Jiménez mô tả khoa học đầu tiên năm 2002.